# Diecezja Barbadosu
Diecezja Barbadosu – anglikańska diecezja na Barbadosie, należąca do Kościoła w Prowincji Indii Zachodnich.

## Biskupi
1. 1824-1841 – William Coleridge,
2. 1842-1868 – Thomas Parry,
3. 1873-1881 – John Mitchinson,
4. 1882-1898 – Herbert Bree,
5. 1900-1917 – William Swaby,
6. 1917-1927 – David Berkeley,
7. 1927-1945 – David Bentley,
8. 1945-1950 – William Hughes,
9. 1951-1960 – Gay Mandeville,
10. 1960-1971 – Lewis Evans,
11. 1972-1993 – Drexel Gomez,
12. 1993-2000 – Rufus Brome,
13. 2000-2018 – John Holder,
14. od 2018 – Michael Maxwell[2].